# Truchas
Truchas est une commune d'Espagne dans la province de León, communauté autonome de Castille-et-León. Elle s'étend sur 301,38 km2 et comptait environ 413 habitants en 2018.

## Villages

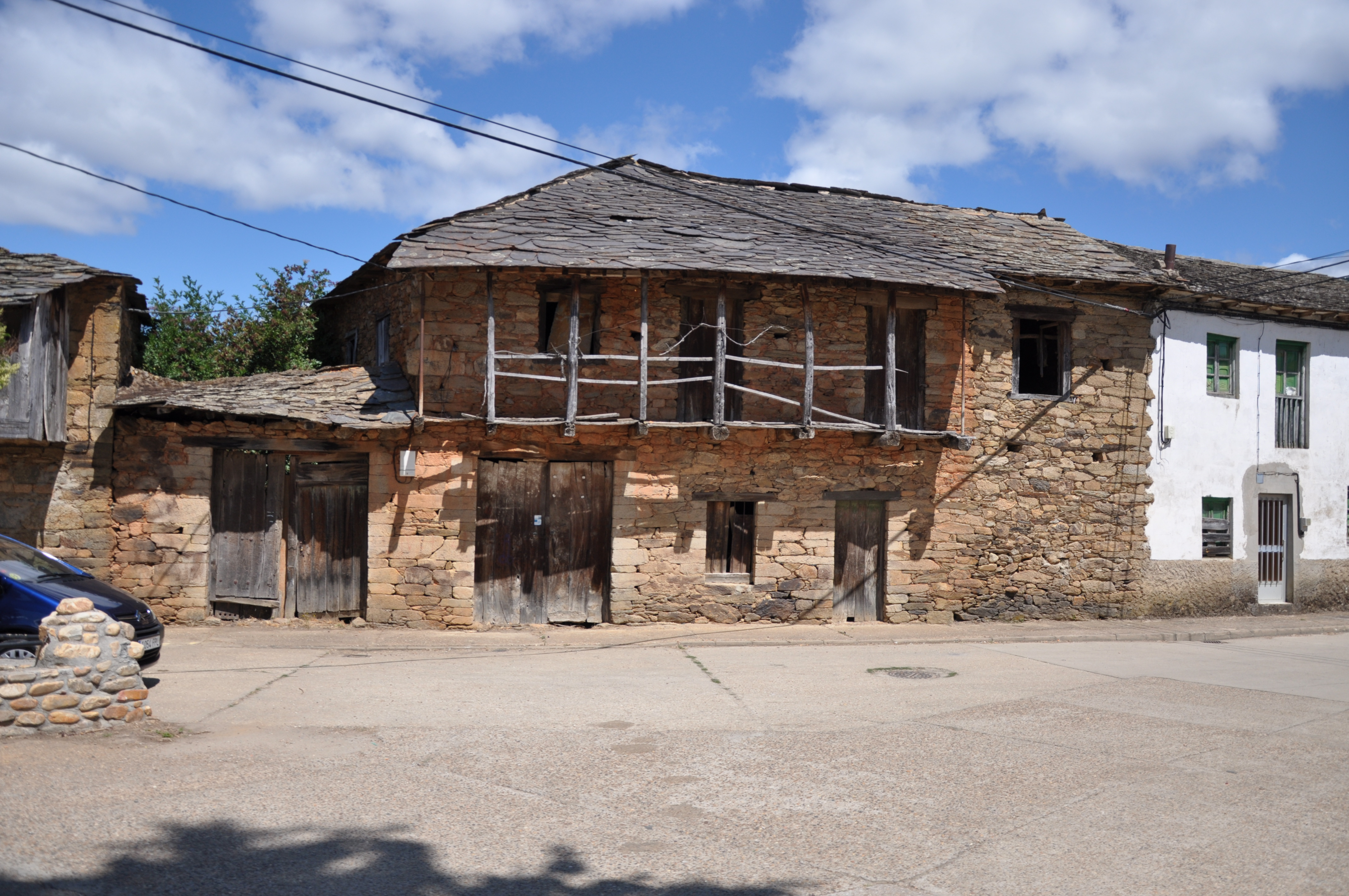
Maison traditionnelle à Truchas

La commune de Truchas se compose de 13 villages:
- Baíllo
- Corporales
- La Cuesta
- Cunas
- Iruela
- Manzaneda
- Pozos
- Quintanilla de Yuso
- Truchas
- Truchillas
- Valdavido
- Villar del Monte
- Villarino